# Ровчак, Андрей Яковлевич
Андрей Яковлевич Ровчак (укр. Андрій Якович Ровчак; 5 февраля 1953 — ноябрь 2024) — украинский деятель в области сельского хозяйства, Герой Украины (2008).

## Биография
Родился 5 февраля 1953 года.
Окончил Харьковский национальный аграрный университет имени В. В. Докучаева.
На момент награждения работал председателем сельскохозяйственного кооператива «Восток», с. Бугаевка, Изюмский район Харьковской области.
Был депутатом Изюмского районного совета от партии «Батькивщины».
Входил в состав Харьковского регионального Комитета по экономическим реформам.
Умер в ноябре 2024 года. Церемония прощания состоялась 15 ноября 2024 года.

## Награды и звания
- Звание Герой Украины (с вручением ордена Державы, 10.11.2008 — за выдающийся личный вклад в организацию и обеспечение получения высоких показателей по производству сельскохозяйственной продукции, развитие социальной сферы).
- Награждён советским орденом «Знак Почёта» (1986) и украинским орденом «За заслуги» III (2003)[6] и II степеней (2006)[7].